# Liste der Fahrzeuge der Montreux-Berner Oberland-Bahn

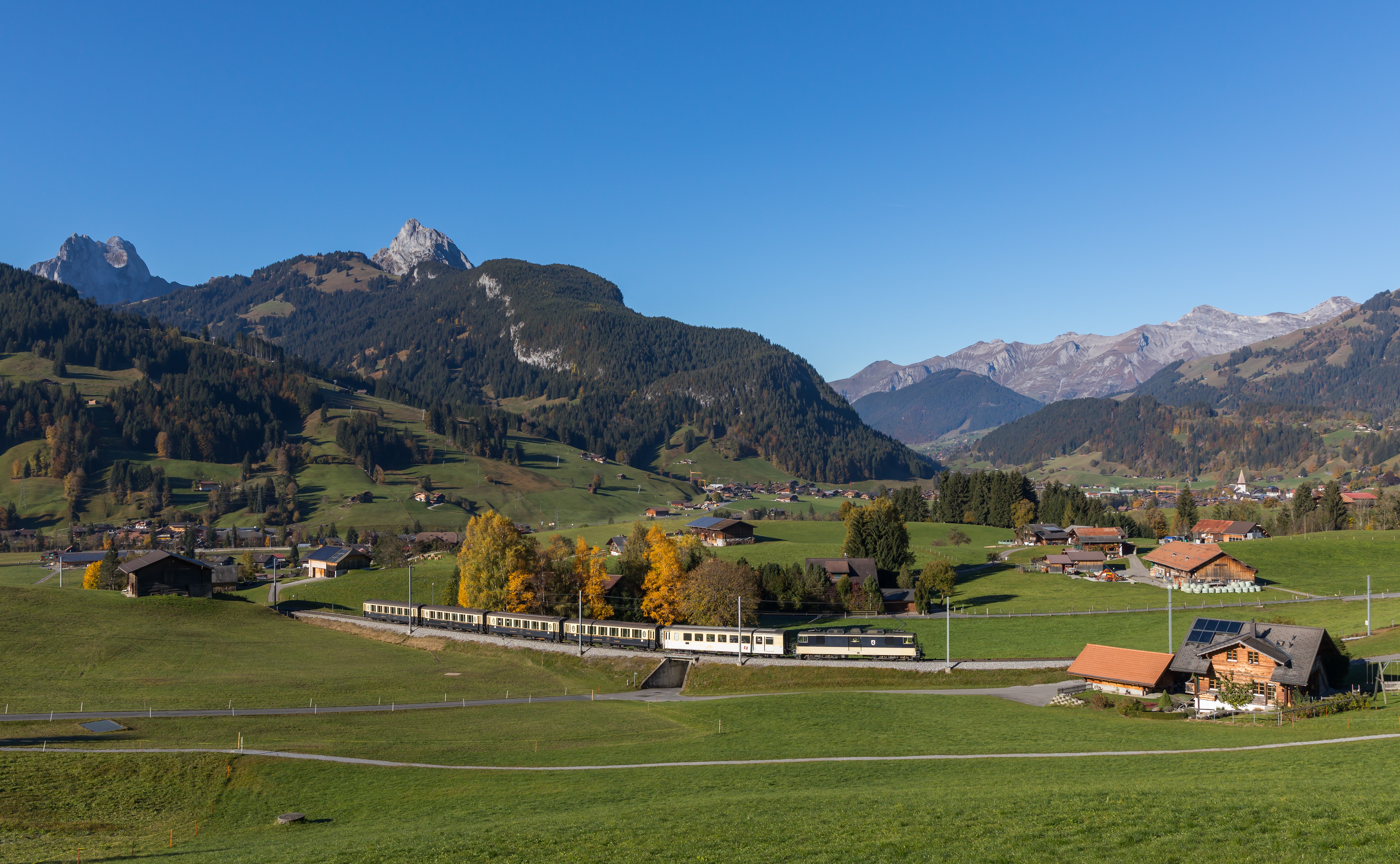
GDe 4/4 mit Golden Pass Classic zwischen Gstaad und Gruben

Die Liste der Fahrzeuge der Montreux-Berner Oberland-Bahn führt das gesamte Rollmaterial der Montreux-Berner Oberland-Bahn auf, darunter auch mittlerweile abgegebene oder verschrottete Fahrzeuge.
Die Montreux-Berner Oberland-Bahn beschaffte zur Eröffnung des durchgehenden Betriebs 1905 eine grosse Zahl vierachsiger Triebwagen und zweiachsiger Anhängewagen. Bei vielen Zügen war aufgrund der starken Steigung Doppeltraktion erforderlich. Die kurzen Zweiachser boten aber keinen besonders guten Fahrkomfort. Ab 1906 wurden vierachsige Speisewagen der Schweizerischen Speisewagengesellschaft eingesetzt und die MOB ersetzte bis zur Weltwirtschaftskrise im Jahre 1929 einen Teil der Zweiachser durch vierachsige Personenwagen. Die ersten Lieferungen waren mit rund 11,5 Metern nur unwesentlich länger als die Zweiachser (9,34 m), die letzte Lieferung (1929) brachte es auf 16,47 Meter. Mit diesem Rollmaterial, besonders der Polsterklasse, wollte man der wohlsituierten Kundschaft, die in den schon damals bekannten Tourismusregionen Montreux und Gstaad nächtigte, attraktive Beförderungsmöglichkeiten bieten. Den Höhepunkt erreichte die Entwicklung, als die CIWL vier Pullmanwagen für einen «Golden Mountain Pullman Express» (Aufschrift auf den Wagen) beschaffte. Sie kamen ab 1931 zum Einsatz. Als im Jahr darauf die für diesen Zug konzipierten sechsachsigen Gepäcklokomotiven eintrafen, war der Luxuszug bereits Geschichte.

## Elektrische Triebfahrzeuge
Anfänglich basierte die MOB hauptsächlich auf vierachsigen Triebwagen, deren geringe Leistung bei den gegebenen grossen Steigungen aber keine nennenswerte Anhängelast erlaubte. Bis 1924 folgten sich vier Generationen von insgesamt 30 Triebwagen mit jedes Mal etwas gesteigerter Leistung (Nummern 1–3 132 kW, 4–22 und 1001–02 192 kW und später bei einigen Wagen 252 kW, 23–26 336 kW, 27–28 388 kW), die aber häufig in Doppeltraktion eingesetzt werden mussten. Für die Beförderung der immer schwerer werdenden Wagen, schliesslich Speisewagen und Pullmanwagen, beschaffte die MOB 1932 zwei sechsachsige Gepäcklokomotiven (Serie 2000, 738 kW). Als sie abgeliefert wurden, hatte die Wirtschaftskrise für einen Einbruch im Tourismus gesorgt und die beiden Loks machten sich auch im Güterverkehr nützlich. Sie waren schliesslich bis 1996 vor schweren Zügen im Einsatz. Der DZe 6/6 2001 wurde zerlegt und eine Revision begonnen, die Teile dann eingelagert. Im Jahre 2008 wurde DZe 6/6 2002 zusammen mit diversen Ersatzteilen aus 2001 an die Museumsbahn Blonay–Chamby abgegeben.
Noch während des Zweiten Weltkrieges kamen leistungsfähige Leichttriebwagen in Betrieb (Serie 3000, Stundenleistung 440 kW, im Gegensatz zum sonstigen französischen Sprachgebrauch bei der MOB als «autorails» statt automotrices bezeichnet), die erstmals für die MOB mit Vielfachsteuerung ausgerüstet waren. Dies erlaubte den Einsatz einer Doppeltraktion mit nur noch einem Lokführer. Nach zwanzigjähriger Beschaffungspause konnten 1968 vier Doppeltriebwagen (Serie 4000) gleicher Leistung (total 880 kW) in Betrieb genommen werden. Nach den Erfahrungen mit den Leichttriebwagen verzichtete man darauf, die Wagen einzeln einsetzen zu können. Rund zehn Jahre später kamen nochmals vier Triebwagen gleicher Leistung (Serie 5000, 448 kW) in Betrieb, dieses Mal wieder als Einzeltriebwagen, aber mit einem Steuerwagen. Diese Einheiten waren für den Vorortsverkehr von Montreux und die wiedereröffnete Strecke Zweisimmen–Lenk beschafft worden. Ab 1973 wurden bei Gelegenheit immer wieder Triebwagen von anderen Bahnen für Lokalzüge und den Rangierdienst erworben (Serie 1000 zweite Belegung und Nummern 36–38). Den Anfang machten zwei damals noch relativ moderne Triebwagen von eingestellten Tessiner Bahnen.
Nach der Einführung der Panoramawagen und der Lancierung des Panoramic-Express wurden nun Lokomotiven beschafft. 1983 zunächst Gepäcklokomotiven (Serie 6000), deren Dauerleistung (1000 kW) jene der Doppeltriebwagen übertraf. Bei den acht Jahre später beschafften Loks (Serie 8000), die eng mit den Ge 4/4 III der RhB verwandt sind, wurde die Leistung nochmals verdoppelt. Zwei Jahre später gingen in der Region Montreux/Vevey vier Stadler-Gelenktriebwagen (Serie 7000) für den Vorortsverkehr in Betrieb, die nur vom Kanton Waadt mitfinanziert waren und deshalb der MVR gehören. Im August 2012 wurden gemeinsam mit den MBC, den Travys und den TPF 17 Schmalspurtriebzüge ausgeschrieben. Stadler erhielt den Auftrag und lieferte 2016 vier zweiteilige Triebzüge ABe 4/4 + Be 4/4.
2021 schrieb die MOB gemeinsam mit den MBC bis zu zehn Lokomotiven aus. Die Maschinen der MOB werden für 900 und allenfalls für 1500 Volt Gleichspannung, die der MBC für 15 000 Volt Wechselspannung ausgelegt. Sie sollen auf der 73 Promille steilen Strecke der MOB bis zu 165 Tonnen Anhängelast befördern. Ein Teil der Lokomotiven soll zusätzlich über einen Dieselmotor für den Betrieb auf nicht elektrifizierten Gleisen verfügen. Am 15. Oktober 2024 wurden bei Stadler Rail zunächst sechs Lokomotiven, welche die Bezeichnung Ge(m) 4/4 erhalten werden, bestellt, wobei sich die Bestellung in vier rein elektrische Lokomotiven für den Einsatz für den Goldenpass Express und zwei Zweikraftlokomotiven für den Bauzugdienst aufteilt.

## Thermische Triebfahrzeuge
Als Baulokomotiven hatte die MOB zwei dreiachsige Dampfloks von SLM beschafft, die nach Abschluss der Bauarbeiten kaum mehr gebraucht und schliesslich 1906 und 1918 nach Luxemburg verkauft wurden. 1941 wurde für die Fahrleitungserneuerung ein Dieseltraktor erworben, der aber 1950 weiterverkauft wurde. Ab 1971 wurden dann verschiedene Traktoren und Fahrleitungstriebwagen auf dem Occasionsmarkt beschafft. Für schwere Bauzüge waren 1976 und 1982 zwei in Frankreich gebaute vierachsige Dieselloks (Nummern 2003 und 2004) zum Fahrzeugpark gestossen, die dank ihrer Höchstgeschwindigkeit von 80 km/h aber gelegentlich auch im Personenverkehr aushalfen.

## Zweikraftfahrzeuge
Die MOB bestellte bei Stadler 2015 drei zweiachsige Zweikraftlokomotiven Gem 2/2 2502–2504 für den Baudienst. Sie entstammen einer Gemeinschaftsbestellung von neun Fahrzeugen, an der sich auch die Transports Montreux–Vevey–Riviera (MVR), Transports Publics du Chablais (TPC), Freiburgische Verkehrsbetriebe (TPF) und die Chemin de fer Nyon–Saint-Cergue–Morez (NStCM) beteiligten.

## Personenwagen
Die Personenwagen der Montreux-Berner Oberland-Bahn lassen sich im Wesentlichen in fünf Kategorien einteilen:
1. kurze Holzkasten-Vierachser und Zweiachser der Anfangszeit (1900er-Jahre)
2. Holzkasten-Vierachser (1910er- bis 1940er-Jahre) in teilweise sehr komfortabler Bauart
3. Wagenkasten in leichter gemischter Bauart (1940er-Jahre)
4. Wagenkasten aus Leichtmetall der Einheitsbauart (ab den 1960er-Jahren)
5. Panoramawagen (ab den 1970er-Jahren).

Von den Personenwagen der Kategorien 1 bis 3 sind dabei bei der MOB selbst nur noch zwei Salonwagen im Einsatz.

### Kurze Holzkasten-Zweiachser der Anfangszeit
Für die Rollmaterialerweiterung im Zusammenhang mit der Netzausdehnung wurden 1904/05 insgesamt 21 Holzkasten-Zweiachser mit geringem Achsstand (3,6 m) von SIG beschafft. Vier Wagen waren reine Polsterklasse-Wagen B 301–304, neun waren gemischtklassige BC 351–359, diese beiden Serien hatten vier Fenster. Dazu kamen acht fünffenstrige C 401–408. 1910 bis 13 verlängerte die MOB an sechs Wagen den Achsstand auf 5,3 Meter. 1914 und 1926 wurden insgesamt zehn Wagen an andere Bahnen verkauft, acht davon befanden sich in den 1960er-Jahren bei den beiden von Lugano ausgehenden Schmalspurbahnen FLP (B2 13–18) und LT (B2 13–14). Es verblieben elf Wagen, davon fünf mit kurzem Achsstand. 1964 bis 66 brach die MOB neun Wagen ab und benutzte die Untergestelle zum Bau der Zementsilowagen OB 881–888, die aber 1968 bis 74 bereits wieder abgebrochen wurden.

### Kurze Holzkasten-Vierachser der Anfangszeit
Die ersten drei Vierachser (BC4 21–22 und 51) der MOB wurden 1901 von SIG abgeliefert und waren nur 11,5 m lang. Zwei waren schmalfenstrig, einer ein Sommerwagen. Nach Ablieferung weiterer Wagen wurden 1911/12 die Abteile der Polsterklasse entfernt. 1906 lieferte SIG weitere sechs kurze, nur 11,63 m lange Wagen ohne Toilette (BC4 23–26, B4 61–62), aber nun mit breiten Fenstern.

### Lange Holzkastenvierachser
Als erste lange Wagen erschienen 1906 zwei Speisewagen, die im Eigentum der SSG standen, 1907 folgte ein dritter. Sie waren 14,35 m lang, wurden von Ringhoffer, Prag-Smichov gebaut und hatten geschlossene Plattformen.
- Dr4 11–13, 1941 von MOB übernommen, 1947, 48 und 51 zu C4 (ab 1956 B4) 51–53 mit offenen Plattformen umgebaut, 1966 (B4 53) und 1977 abgebrochen, Untergestell B4 53 für OC 81″ weiterverwendet.

Der Nachbestellung eines vierten Speisewagens bei Ringhoffer, Prag-Smichov 1911 schloss sich die MOB mit einer Bestellung von vier langen Personenwagen, aber mit offenen Plattformen an. Zwei weitere Wagen lieferte SWS. Diese sechs Wagen hatten erstmals Toiletten; bis dahin waren solche nur in den Triebwagen vorhanden. Die Wagen kamen alle 1911 in Betrieb, waren aber unterschiedlich lang.
- Dr4 17 (Ringhoffer, 15,55 m), 1941 von MOB übernommen, 1957 zu B4 54 mit offenen Plattformen umgebaut, 1978 abgebrochen.
- C4 (ab 1956 B4) 41–42 (Ringhoffer, 15.325 m), 1973 und 1982 an CFV.
- A4 81–82 (Ringhoffer, 14,30 m), 1967–1968 abgebrochen, Untergestell für B 203–204 wiederverwendet.
- AB4 73–74 (SWS, 14,20 m), 1935 umgebaut zu ABC4 (ab 1956 AB4) 94–95, 1969–1971 abgebrochen, Untergestell für B 205–206 wiederverwendet.

1914 lieferte wiederum SWS drei Wagen gleicher Länge (15,55 m) wie der vierte Speisewagen und wie die Speisewagen mit geschlossenen Plattformen.
- C4 (ab 1956 B4) 46, 1945 offene Plattformen, 1979 ausrangiert.
- A4 83, 1930 zu AB4 (seit 1956 A4) 101 umgezeichnet, im Einsatz.
- AB4 75 mit erkerförmigen Fenstern, 1927 zu A4 84 umgezeichnet, 1931 zu AB4 (seit 1956 A4) 102, im Einsatz. Dieser Wagen war Vorbild für die 1931 gelieferten Pullmanwagen 103–106 der CIWL, die 1939 an die RhB verkauft wurden.

1924 lieferte SIG vier Personenwagen von 15.325 m Länge, aber wieder mit offenen Plattformen.
- C4 (ab 1956 B4) 47, 1979 abgebrochen.
- A4 85, 1970 abgebrochen, Untergestell für Z 33 weiterverwendet.
- ABC4 (ab 1956 AB4) 91–92, 1972 und 1976 abgebrochen.

1929 schliesslich lieferte SIG noch einmal zwei Personenwagen, nun mit einer Länge von 16.465 m.
- ABC4 (ab 1956 AB4) 93, 1981 Abgabe an CFV, 1990 zurückgenommen, remisiert in Vevey[7]
- C4 (ab 1956 B4) 48, 1979 abgebrochen

### Vierachser leichter gemischter Bauart
Zusammen mit den Triebwagen 3001–3006 beschaffte die MOB fünf leichte, 16,52 m lange Personenwagen (C4 49–50, ABC4 96–98), die aus kriegswirtschaftlichen Gründen infolge Materialmangel in einer gemischten Stahl-/Holzbauweise (Holzgerippe mit moderner Metallverkleidung) erstellt wurden.

### Einheitswagen
1963–1964 wurden zehn Einheitswagen vom FFA-Typ I geliefert, dazu kamen 1968/70 vier teilweise Eigenbauten, und 1973 fünf Einheitswagen vom SIG-Typ I, diese Wagengeneration ist entweder umgebaut (13 Wagen), verkauft (zwei Wagen) oder abgestellt (vier Wagen). 1979–1980 kamen neun Einheitswagen vom wesentlich komfortableren (grösserer Sitzteiler, neuer Drehgestelltyp, Warmluftheizung) Einheitswagen II des SIG-Typs in Betrieb, diese genügen auch heute noch den Anforderungen.

## Güterwagen
1901 und 1903 nahm die MOB je vier offene und gedeckte vierachsige Güterwagen in Betrieb, wechselte bei diesen Wagenarten ab 1904 aber auf Zweiachser, die bei gleicher Wagenlänge zwei Tonnen leichter waren. Bei den Flachwagen wurden weiterhin Vierachser beschafft, diese waren jedoch wesentlich länger. Einige dieser Flachwagen sind heute noch als Dienstwagen im Einsatz. Für den Transport von Heizöl und Zement wurden zunächst bestehende Fahrzeuge mit Behältern ausgerüstet, später kamen spezialisierte Wagen zum Einsatz. Besonders zu erwähnen ist, dass die Armee auf MOB und GFM Kesselwagen für Flugbenzin stationiert hatte, um die Gebirgslandeplätze zu versorgen. 1948 und 1971 kamen je fünfzehn solcher OKK-Kesselwagen auf verschiedenen Meterspurbahnen in Betrieb. Sie kamen oft in Blockzügen zum Einsatz und wurden zu diesem Zweck zwischen den Bahnen verschoben. Sie konnten deshalb mit unterschiedlichen Kupplungssystemen bestückt werden, wovon die MOB noch heute in Form der Kupplungswagen X 49 und 50 profitiert, die zum Einsatz kommen, wenn RhB-Fahrzeuge für Baueinsätze gemietet werden.

## Historische Fahrzeuge
Wenngleich die MOB selbst keine historischen Fahrzeuge unterhält, blieben vergleichsweise viele von ihnen durch private Initiativen erhalten, insbesondere bei französischen Museumsbahnen und bei der Museumsbahn Blonay–Chamby. Dort wurden beispielsweise der Motorwagen BCFe 4/4 11 und der Personenwagen BC4 22 (zwischenzeitlich C4 45) aus den Anfangsjahren restauriert. Beide befinden sich in betriebsfähigem Zustand. Eine genaue Übersicht gibt die Liste der Fahrzeuge der Museumsbahn Blonay–Chamby.
Im Besitz der Rhätischen Bahn befinden sich die vier Salonwagen As 1141 bis 1144. Sie wurden ursprünglich durch die Compagnie Internationale des Wagons-Lits für den Golden Mountain Pullman Express beschafft. Wegen der Weltwirtschaftskrise war dieser Zug kein Erfolg, der Pullman-Express fuhr nur eine Sommersaison lang von Juni bis September 1931 als fahrplanmässiger Zug. Da sich keine neue Einsatzmöglichkeit abzeichnete, verkaufte die CIWL die vier Wagen 1939 an die Rhätische Bahn.

## Tabelle des Fahrzeugparkes und seines Verbleibs
Von der Montreux-Berner-Oberland-Bahn wurden die nachstehenden Fahrzeuge beschafft. Kursiv dargestellt sind ausrangierte oder verkaufte Fahrzeuge, fett gedruckte Typenbezeichnungen stehen für historische Fahrzeuge, bezeichnet nach dem Dreiklassensystem.

### Tabelle Lokomotiven und Triebwagen
|  | Diese Liste ist bezüglich dem MOB Be 4/4 1001", ex LCD Be 4/4 9, nicht aktuell. Siehe Diskussion. Korrekturen sind willkommen. Die Fahrzeuge der MOB sollten in einen eigenen Artikel ausgelagert werden, getrennt nach aktuellen und ehemaligen Fahrzeugen |

| Bildverweis | Bezeichnung bis 1956     | Bezeichnung ab 1956             | Nummer, Name                | Achsfolge Typ    | Baujahr       | Herkunft             | Besonderheiten |
| --- | ------------------------ | ------------------------------- | --------------------------- | ---------------- | ------------- | -------------------- | --- |
| | G 3/3                    |                                 | 1 Montreux und 2 Zweisimmen | C n2t            | 1903          | SLM 1512 und 1513    | Bauloks, 1906 abgestellt, 1906 und 1918 verkauft an Chemins de fer Secondaires Luxembourgeois 13 und 14 |
| | BCFe 4/4 ab 1912 CFe 4/4 |                                 | 1–2                         | Bo’Bo’ g4        | 1901          | SIG/EGA              | schmalfenstrig, Nr. 1 1951 Abbruch Nr. 2 1918 BZB CFe 4/4 25 1922 SZB 19, 1955 Abbruch |
| | BCe 4/4 ab 1912 Ce 4/4   |                                 | 3                           | Bo’Bo’ g4        | 1901          | SIG/EGA              | schmalfenstrig, 1918 Bern-Worb-Bahn BWB Ce 4/4 44, 1927 VBW 34, 1954 abgebrochen |
| | BCFe 4/4                 | ABDe 4/4                        | 4                           | Bo’Bo’ g4        | 1903          | SIG/EGA              | offen, 1904 Einbau von Fenstern, 1968 abgebrochen |
| | BCFe 4/4                 | ABFe 4/4                        | 5–6                         | Bo’Bo’ g4        | 1903          | SIG/EGA              | schmalfenstrig, 1968 und 1957 abgebrochen |
| | BCFe 4/4 (AsBFe 4/4)     | ABDe 4/4 BDe 4/4                | 7–20                        | Bo’Bo’ g4        | 1904-06       | SIG/EGA 12: SIG/MFO  | 1909 Umbau 9 nach Brand zu CFZe 1003, 1910 Umbau 17, 18, 20 zu AsBFe, 1913 Umbau 13–14 zu CFZe 1004–05, 1914 Abbruch 17 nach Brand, 1925 Rückbau 18, 20 zu BCFe, 1948 Umbau 19 zu BFZe 31, 1956 Abbruch 12, 1968 Abbruch 8, 10, 1969 Abbruch 7, 1970 Deklassierung BDe, 1982 Abbruch 15, 1988 Abbruch 18, 1993 Abgabe 20 an BC (dort 1994 Abbruch), 1999 Abgabe 11 an BC, 1993 Abgabe 16 an den ehemaligen Verein Aktion pro MOB 16/ESZ 3, Weitergabe an TVB, Abgabe an BVSB, 2020 Abbruch        |
| | BCFe 4/4                 |                                 | 21–22                       | Bo’Bo’ g4        | 1908          | SIG/EGA              | 1953 Verkauf an BTB dort 5 und 6, 1966 Abbruch |
| | CFZe 4/4                 | BDZe 4/4                        | 1001 1002                   | Bo’Bo’ g4        | 1905          | SIG/EGA SIG/MFO      | schmalfenstrig, 1968 und 1956 Abbruch, Untergestell 1002 verkauft an VZ X4 2941 |
| | CFZe 4/4                 | BDZe 4/4                        | 1003                        | Bo’Bo’ g4        | 1905/07       | SIG/EGA              | schmalfenstrig, 1907 neuer Kasten auf Untergestell BCFe 9 nach Brand, 1970 Abbruch |
| | CFZe 4/4                 | Xe 4/4                          | 1004–1005 21"–22"           | Bo’Bo’ g4        | 1905/13/56,58 | SIG/EGA/MOB          | 1913 ex BCFe 13–14, 1956 und 1958 Umbau Xe, 1967 und 1970 Abbruch |
| | BFZe 4/4                 | ADZe 4/4 Xe 4/4                 | 31 22III                    | Bo’Bo’ g4        | 1906/48/70    | SIG/EGA/MOB          | 1948 Umbau für Zweisimmen–Lenk ex BCFe 19, 1970 Umbau Xe 21, 1989 Abbruch |
| | BFZe 4/4                 | ADZe 4/4 BDe 4/4 De 4/4, Xe 4/4 | 23–26 26                    | Bo’Bo’ g4        | 1912          | SIG/EGA              | Eilzugtriebwagen bis 1968, 1968 70, 71 Deklassierung zu BDe 24, 25, 26, 1969 Abbruch 23, 1970 Umzeichnung zu Xe 24, 1979 91 Deklassierung zu De 25, 26, 1980 Abbruch 24, 1988 Abbruch 25, 1995 Abgabe 26 an Modellbahngruppe Obersimmental-Saanenland (MOS) als Vereinslokal in Saanen, zusammen mit B4 61 |
| | CFZe 4/4                 | BDZe 4/4 BDe 4/4 De 4/4         | 27–28                       | Bo’Bo’ g4        | 1924          | SIG/BBC              | Güterzugtriebwagen, 1968 und 1970 Umbau zu BDe, 1992 Umzeichnung De 4/4, 2002 Abbruch 27, De 4/4 28 abgestellt in Jor, zusammen mit AB4 93 |
| |                          | BDe 4/4                         | 36                          | Bo’Bo’ g4        | 1913/51       | SIG/VBW/WSW/MFO      | 1988 ex RBS ex VBW ex WT CFe 4/4 101, Jahr 2007 Abgabe an «Verein Ds Blaue Bähnli» |
| |                          | BDe 4/4                         | 37                          | Bo’Bo’ g4        | 1913/58       | SIG/VBW/SWS/MFO      | 1988 ex RBS ex VBW ex WT CFe 4/4 102, im Jahr 2000 Abbruch |
| |                          | BDe 4/4                         | 38                          | Bo’Bo’ g4        | 1913/46       | SIG/VBW/SWS/MFO      | 1988 ex RBS ex VBW ex WT BDe 4/4 103, 1993 Abgabe an Écomusée d’Alsace/Tramverein Bern. |
| |                          | Be 4/4                          | 1001"                       | Bo’Bo’ g4        | 1955/55/73    | ACMV/SWS/BBC         | 1973 ex LCD Be 4/4 9, aufgearbeitet mit Drehgestellen und Teilen der VBZ Be 4/4 «Elefant» 1329 und 1327, Dezember 2019 Abtransport |
| |                          | Be 4/4                          | 1002"                       | Bo’Bo’ g4        | 1951/75       | SWS/SAAS             | 1975 ex BA ABe 4/4 4, Abbruch im November 2017 |
| |                          | Be 4/4                          | 1003″                       | Bo’Bo’ g4        | 1958/81       | SWS/BBC              | 1981 ex FLP Be 4/4 5 ex ABe 4/4, Abbruch im November 2017 |
| |                          | Be 4/4                          | 1004"-1005"                 | Bo’Bo’ g4        | 1948/88       | SWS/BBC              | 1988 ex RBS Be 4/4 72–73 ex VBW 41–42 (RBS 71 ex VBW 40 als Ersatzteilspender mitübernommen); 1005 nicht in Betrieb genommen; 1996 Abbruch |
| |                          | Be 4/4                          | 1006–1007                   | Bo’Bo’ g4        | 1966,71/2012  | SWS/MFO              | 2012 ex ASm Be 4/4 301 und 303, nachtblau/weiss (Testfahrzeuge für neues Lackschema), 1006 am 28.08.2024 zur Verschrottung überführt |
| | FZe 6/6                  | DZe 6/6                         | 2001–2002                   | Bo’Bo’Bo’ g6     | 1932          | SIG/BBC              | dunkelblau/crème, für Pullmanexpress vorgesehen, bis 1996 im Einsatz, 2001: zerlegt, 2002: im Jahr 2008 an BC übergeben. |
| |                          | Gm 4/4                          | 2003–2004                   | B’B’ de          | 1976 1982     | Moyse 4051 CFD 825   | |
| |                          | Gem 2/2                         | 2502–2504                   | Bo               |               | Stadler              | Zweikraftlokomotiven |
| | CFe 4/4                  | BDe 4/4                         | 3001–3004                   | Bo’Bo’ g4        | 1944          | SIG/BBC              | 3001: 1979 Umzeichnung 3004″, 1979 dunkelblau, November 2006 blauer Dienstfahrzeuganstrich; 2019 Abbruch 3002: 1974 Wappen «Château-d’Oex» Pendelzug mit ABt 3302, 2012 blauer Dienstfahrzeuganstrich 3003: 1982 dunkelblau 1996 Abbruch 3004: 1979 Umzeichnung 3001″, 1981 Wappen «Rougemont», Pendelzug mit ABt 3301; Abbruch 2010 |
| | CFe 4/4                  | BDe 4/4                         | 3005–3006                   | Bo’Bo’ g4        | 1946          | SIG/BBC              | 1985/86 je ein Führerstand (3005 Seite Zweisimmen, 3006 Seite Montreux) ausgebaut für Ast 116/117, dunkelblau, 1986 Châlet-Inneneinrichtung, 2007/2004 blauer Dienstfahrzeuganstrich, Abbruch 3005 und 3006 2024 |
| |                          | ABDe 8/8                        | 4001–4004                   | Bo’Bo’+Bo’Bo’ g8 | 1968          | SIG/SAAS             | Namen und Wappen: 4001 «Suisse», abgestellt in Lenk; 4002 «Vaud», Abbruch 2021; 4003 «Bern» Abbruch 2018; 4004 «Fribourg», abgestellt in Lenk |
| |                          | Be 4/4                          | 5001–5004                   | Bo’Bo’ g4        | 1976,79       | SIG/SAAS             | 1 Führerstand, mit ABt 5301–5304 geliefert. 2004–2009 Umbau, neu ohne Führerstand, mit niederflurigen ABt 341–344 und Bt 241–244 |
| |                          | GDe 4/4                         | 6001–6006                   | Bo’Bo’ g4c       | 1983          | SLM/BBC              | ursprüngliche Namen: 6001: «Vevey»; 6002: «Rossinière»; 6003: «Saanen»; 6004: «Interlaken» 6005–6006 2007 ex TPF 101 «Ville de Bulle»; 102 «Neirivue» Aktueller Zustand (2024): 6001 beige/«Raiffeisen/musee-chateau-doex.ch», abgebrochen im Dezember 2024, 6002 nachtblau «Isabelle von Siebenthal», 6003 golden «Train du Chocolat», 6004 nachtblau/crème (Crystal Panoramic), abgebrochen im Dezember 2024, 6005 (2019) nachtblau/champagneweiss gestreift, 6006 crème/«Aigle les Murailles». |
| |                          | Be 2/6                          | 7001–7004’                  | 2’Bo’2’ g2d      | 1997–1998     | Stadler/ACMV/ADtranz | Eigentum MVR, Einsatz von Anfang an auch Montreux–Les Avants, 2017 verkauft an ASm |
| |                          | ABeh 2/6                        | 7501–7508                   | 2’Bzzo’2’ g2d    | 2015–2017     | Stadler              | Eigentum MVR |
| |                          | Ge 4/4                          | 8001–8004                   | Bo’Bo’ g4d       | 1995          | SLM/ABB              | 8001: Aktueller Zustand (Nov. 2022): blau, Werbung «Testuz», autom. Kupplung Schwab |
| 8002: Aktueller Zustand (Dez. 2019): nachtblau/champagneweiss, autom. Kupplung Schwab                          |                          | Ge 4/4                          | 8001–8004                   | Bo’Bo’ g4d       | 1995          | SLM/ABB              | |
| 8003: letzter Zustand vor Verkauf schwarz «Gstaad Menuhin Festival». 2019 verkauft an RhB, dort Ge 4/4 III 653 |                          | Ge 4/4                          | 8001–8004                   | Bo’Bo’ g4d       | 1995          | SLM/ABB              | |
| 8004: Aktueller Zustand (Sep. 2024): grün, Werbung «Swisstainable», autom. Kupplung Schwab                     |                          | Ge 4/4                          | 8001–8004                   | Bo’Bo’ g4d       | 1995          | SLM/ABB              | |
| |                          | Be 4/4                          | 9201–9204                   | Bo’Bo’ g4d       | 2016          | Stadler              | |
| |                          | ABe 4/4                         | 9301–9304                   | Bo’Bo’ g4d       | 2016          | Stadler              | |
| |                          | Ge 4/4                          | 8501–8504                   | Bo’Bo’           |               | Stadler              | Für die vier GPX-Garnituren, vmax 100 km/h |
| |                          | Gem 4/4                         | 8601, 8602                  | Bo’Bo’           |               | Stadler              | Zweikraftlokomotiven für den Baudienst, vmax 100 km/h |

### Tabelle Diensttriebfahrzeuge
| Bildverweis | Bezeichnung bis 1956 | Bezeichnung ab 1956 | Nummer, Name | Achsfolge Typ | Baujahr | Herkunft            | Besonderheiten |
| ----------- | -------------------- | ------------------- | ------------ | ------------- | ------- | ------------------- | --- |
|             |                      | Tm 2/2              | 1            | B dm          | 1931/41 | MBA                 | 1950 Verkauf Rieder St. Stephan, 1979 Rückkauf, 2006 an Museumsbahn Blonay–Chamby                                                       |
|             |                      | Tm 2/2              | 2            | B dh          | 1953    | KHD 55486           | 1971 ex Juister Inselbahn L14, 1966 ex Herforder Kleinbahn V14. 2006 an CFBS                                                            |
|             |                      | Tm 2/2              | 3            | B dh          | 1954    | KHD 55736           | 1984 ex Verkehrsbetriebe Grafschaft Hoya V 121 (1971–1984 normalspurig), 1966 ex Euskirchener Kreisbahnen V 22 a ca 2010 an DEV 03.2025 |
|             |                      | Xm 2/2              | 4            | B dm          | 1934/57 | Daimler-Puch/Saurer | 1995 ex RhB Xm 2/2 9913 ex 9037, 1942 ex Chur–Arosa Xm 16, Saurer-Diesel 1957                                                           |
|             |                      | Tm                  | 5–6          | B             | 1977,80 | Gmeinder 55.., 5586 | 2008 ex Benkler Villmergen, 1994 ex Halberghütte Brebach 25–26; 2016 verkauft an Sersa-Group                                            |
|             |                      | Tm 2/2              | 7            | B dm          | 1950    | RhB/Pfingstweid/MFO | 2008 ex RhB Xm 2/2 9914 |

### Tabellen Personen- und Gepäckwagen

#### Personenwagen: 1. kurze Holzkasten-Vierachser und Zweiachser der Anfangszeit (1900er-Jahre, ohne WC)
| Bildverweis | Bezeichnung bis 1956 | Bezeichnung ab 1956 | Nummer, Name      | Achsfolge Typ*) | Baujahr       | Herkunft | Besonderheiten |
| --- | -------------------- | ------------------- | ----------------- | --------------- | ------------- | -------- | --- |
| | BC4 C4               | B                   | 21–22 44–45       | 11,5 m; 6x2F    | 1901–02/11–12 | SIG      | 44: schmalfenstrig, 1968 Abbruch |
| 45: schmalfenstrig, 1971 an Museumsbahn Blonay–Chamby                                                                | BC4 C4               | B                   | 21–22 44–45       | 11,5 m; 6x2F    | 1901–02/11–12 | SIG      | |
| | BC4 C4               | B                   | 51 43             | 11,5 m; 6F      | 1902/11       | SWS      | Sommerwagen, 1911 deklassiert und mit Fenstern ausgerüstet, 1969 ausrangiert, provisorisches Stationsbüro in Saanenmöser, 1975 Abbruch                                                                           |
| | B C                  | A2 B2               | 301–304 406"–407" | 9,34 m; 4F      | 1905          | SIG      | 301: 1926 an Lugano-Tesserete-Bahn verkauft als C 14 |
| 302: 1929 Umbau in C 406". 1972 an Museumsbahn Blonay–Chamby, dort 1980 Abbruch                                      | B C                  | A2 B2               | 301–304 406"–407" | 9,34 m; 4F      | 1905          | SIG      | |
| 303: 1964 Abbruch, Untergestell für OB 881                                                                           | B C                  | A2 B2               | 301–304 406"–407" | 9,34 m; 4F      | 1905          | SIG      | |
| 304: 1929 Umbau in C 407", 1964 Abbruch, Untergestell für OB 883                                                     | B C                  | A2 B2               | 301–304 406"–407" | 9,34 m; 4F      | 1905          | SIG      | |
| | BC                   | AB2                 | 351–354 355–359   | 9,34 m; 4F      | 1904 1905     | SIG      | 351: 1910 Radstand von 3,6 auf 5,3 Meter erhöht. 1964 Abbruch, Untergestell für OB 884 |
| 352: 1926 an Lugano-Tesserete-Bahn verkauft als C 13                                                                 | BC                   | AB2                 | 351–354 355–359   | 9,34 m; 4F      | 1904 1905     | SIG      | |
| 353: 1966 Abbruch, Untergestell für OB 888                                                                           | BC                   | AB2                 | 351–354 355–359   | 9,34 m; 4F      | 1904 1905     | SIG      | |
| 354: 1914 an Chemin de fer Saignelégier-La Chaux-de-Fonds (SC) verkauft als BC 22, CJ BC 18                          | BC                   | AB2                 | 351–354 355–359   | 9,34 m; 4F      | 1904 1905     | SIG      | |
| 355: 1926 an Bellinzona-Mesocco-Bahn verkauft als BC 91, dann C 53, RhB C 2010″, 1947 an FLP C 18, dort 1968 Abbruch | BC                   | AB2                 | 351–354 355–359   | 9,34 m; 4F      | 1904 1905     | SIG      | |
| 356: 1926 an Lugano-Ponte-Tresa-Bahn (FLP) verkauft als BC, dann C 15, dort 1968 Abbruch                             | BC                   | AB2                 | 351–354 355–359   | 9,34 m; 4F      | 1904 1905     | SIG      | |
| 357 1926 an Chur-Arosa-Bahn verkauft als BC 24, RhB BC 1409", dann B 1001, 1956 an FLP C 16, dort 1969 Abbruch       | BC                   | AB2                 | 351–354 355–359   | 9,34 m; 4F      | 1904 1905     | SIG      | |
| 358: 1960 zu B deklassiert, 1966 Abbruch, Untergestell für OB 886                                                    | BC                   | AB2                 | 351–354 355–359   | 9,34 m; 4F      | 1904 1905     | SIG      | |
| 359: 1926 an Lugano-Ponte-Tresa-Bahn verkauft als BC, dann C 17, dort 1968 Abbruch                                   | BC                   | AB2                 | 351–354 355–359   | 9,34 m; 4F      | 1904 1905     | SIG      | |
| | C                    | B2                  | 401–408           | 9,34 m; 5F      | 1905          | SIG      | 401: 1914 verkauft an FLP als C 13, dort 1968 Abbruch |
| 402: 1964 Abbruch, Untergestell für OB                                                                               | C                    | B2                  | 401–408           | 9,34 m; 5F      | 1905          | SIG      | |
| 403: 1964 Abbruch, Untergestell für OB 881                                                                           | C                    | B2                  | 401–408           | 9,34 m; 5F      | 1905          | SIG      | |
| 404: 1964 Abbruch, Untergestell für OB                                                                               | C                    | B2                  | 401–408           | 9,34 m; 5F      | 1905          | SIG      | |
| 405: 1968 Abbruch | C                    | B2                  | 401–408           | 9,34 m; 5F      | 1905          | SIG      | |
| 406: 1914 verkauft an SC als C 23, CJ C 35                                                                           | C                    | B2                  | 401–408           | 9,34 m; 5F      | 1905          | SIG      | |
| 407: 1929 umnummeriert in C 401", 1964 Abbruch, Untergestell für OB 882                                              | C                    | B2                  | 401–408           | 9,34 m; 5F      | 1905          | SIG      | |
| 408: 1914 verkauft an FLP als C 14, dort 1968 Abbruch                                                                | C                    | B2                  | 401–408           | 9,34 m; 5F      | 1905          | SIG      | |
| | BC4                  | AB                  | 23–26             | 11,63 m; 6F     | 1906          | SIG      | 23,26: 1968/74 Abbruch; 24–25: 1980/79 an Chemin de Fer du Vivarais |
| | B4                   | A                   | 61–62             | 11,63 m; 5F     | 1906          | SIG      | 61: 1956 zu B4 deklassiert, 1979 an Modellbahngruppe Obersimmental–Saanenland (MOS) als Vereinslokal in Saanen, 2015 an Museumsbahn Blonay–Chamby (BC), 2018 umfassende Revision abgeschlossen; 62: 1965 Abbruch |

#### Personenwagen: 2. Holzkasten-Vierachser (1910er- bis 1940er-Jahre) in teilweise sehr komfortabler Bauart
| Bildverweis | Bezeichnung bis 1956 | Bezeichnung ab 1956 | Nummer, Name | Achsfolge Typ*) | Baujahr | Herkunft | Besonderheiten |
| ----------- | -------------------- | ------------------- | ------------ | --------------- | ------- | -------- | --- |
|             | ABC4                 | AB4                 | 93           | 15,46 m         | 1926    | SIG      | Gebaut als ABC493; Aufbau, Holzkasten verblecht. Plattform offen, Uebergänge Scherengitter, WC in Wagenmitte, Senkfenster. Heizung über Heizkörper. Bei Ablieferung Abteil A 6, B 13, C 36 Sitzplätze. Erstklasse mit Seitengang. 1956 in AB493 umbenannt, 1981 an Chemins de fer du Vivarais verkauft, 1990 rückkauf, 2023 zurück an CV |
|             | A4                   | Ars                 | 101          | 14,55 m         | 1914    | SIG      | Gebaut als A83; 1930 Umbau zu Pullmanwagen mit Holzkasten AB4 101; 1956 zum MOB A umbezeichnet, normaler MOB-Anstrich; 1968 Umbau zu Ar; 1976 dunkelblau/creme Golden Mountain Pullman Express; 1983 Umbau zu Ars; 1986 CIWL-Emblem und Neulackierung dunkelblau/creme; 214 Umbau auf Druckluftleitung                                   |
|             | A4                   | As                  | 102          | 14,55 m         | 1914    | SIG      | Gebaut als A75; 1931 Umbau zu Pullmanwagen Stahlkasten AB4 102; 1956 zum MOB A umbezeichnet, normaler MOB Anstrich; 1969 Umbezeichnung zu As; 1986 CIWL-Emblem und Neulackierung dunkelblau/creme; 1994 Umbau auf Ganzmetallkasten (Dach noch Holz)                                                                                      |
|             | AB4                  |                     | 103-106      | 16,465 m        | 1931    | SIG      | 1939 Verkauf als AB4ü 241-244 an RhB |

#### Personenwagen: 3. Wagenkasten in leichter gemischter Bauart: Holzgerippe mit moderner Metallverkleidung (1940er-Jahre)
| Bildverweis | Bezeichnung bis 1956 | Bezeichnung ab 1956 | Nummer, Name    | Achsfolge Typ*) | Baujahr | Herkunft | Besonderheiten                                                                                           |
| ----------- | -------------------- | ------------------- | --------------- | --------------- | ------- | -------- | --- |
|             | C4                   | B                   | 49–50           | 16.52 m         | 1943    | SIG      | 49: 1998 an Chemin de fer de La Mure, 2021 an Velay Express; 50: 1989 abgebrochen                        |
|             | ABC4                 | AB ABt              | 96–97 3302,3301 | 16.52 m         | 1943    | SIG      | 1974 und 1981 Umbau in ABt 3302 und 3301 zu BDe 4/4 3002 und 3001, 2007 abgebrochen und 2009 ausrangiert |
|             | ABC4                 | AB                  | 98              | 16.52 m         | 1946    | SIG      | 1998 an Chemin de fer de La Mure, 2021 an Velay Express                                                  |

#### Personenwagen: 4. Wagenkasten aus Leichtmetall der Einheitsbauart (ab den 1960er-Jahren)
| Bildverweis | Bezeichnung bis 1956 | Bezeichnung ab 1956 | Nummer, Name | Achsfolge Typ*)  | Baujahr   | Herkunft | Besonderheiten |
| --- | -------------------- | ------------------- | ------------ | ---------------- | --------- | -------- | --- |
| |                      | A                   | 103–107      | FFA1, Dg: SIG-T  | 1964      | FFA      | 103: Umbau 2005 zu Brs 201 Goldenpass Classic, 2019 modernisiert Schwab autom. Kupplung |
| 104: 2000 modernisiert, neues Dach, als B 218 bestuhlt, 2012 Druckluftbremse, 2018 modernisiert Schwab autom. Kupplung nachtblau/champagnerweiss                       |                      | A                   | 103–107      | FFA1, Dg: SIG-T  | 1964      | FFA      | |
| 105: 1991 mit Faltenbälgen ausgerüstet, März 2016 abgebrochen bei Thevenaz-Leduc                                                                                       |                      | A                   | 103–107      | FFA1, Dg: SIG-T  | 1964      | FFA      | |
| 106: 1999 modernisiert, neues Dach, 2010 Druckluftbremse, 2023 an Arterail verkauft und nach Frankreich abtransportiert                                                |                      | A                   | 103–107      | FFA1, Dg: SIG-T  | 1964      | FFA      | |
| 107: Umbau 2004 zu As 103 Goldenpass Classic, 2019 modernisiert Schwab autom. Kupplung                                                                                 |                      | A                   | 103–107      | FFA1, Dg: SIG-T  | 1964      | FFA      | |
| |                      | B                   | 201–202      | FFA1, Dg: SIG-T  | 1964      | FFA      | 201:Umbau 2005 zu As 107 Goldenpass Classic, 2019 modernisiert Schwab autom. Kupplung |
| 202:Umbau 2006 zu Bs 202 Goldenpass Classic, 2019 modernisiert Schwab autom. Kupplung                                                                                  |                      | B                   | 201–202      | FFA1, Dg: SIG-T  | 1964      | FFA      | |
| |                      | AB                  | 301–303      | FFA1, Dg: SIG-T  | 1963–1964 | FFA      | 301: 1999 modernisiert als Zwischenwagen B 216 für Be 4/4 5000, 2011 Druckluftbremse, 201x modernisiert Schwab autom. Kupplung nachtblau/champagnerweiss für 9000er TW                                                      |
| 302: 1999 modernisiert als Zwischenwagen B 217 für Be 4/4 5000, 201x modernisiert Schwab autom. Kupplung nachtblau/champagnerweiss für 9000er TW                       |                      | AB                  | 301–303      | FFA1, Dg: SIG-T  | 1963–1964 | FFA      | |
| 303: 1996 modernisiert, neues Dach, 2017 modernisiert Schwab autom. Kupplung nachtblau/champagnerweiss                                                                 |                      | AB                  | 301–303      | FFA1, Dg: SIG-T  | 1963–1964 | FFA      | |
| |                      | B                   | 203–206      | FFA-U, Dg: SIG-T | 1968,70   | FFA/MOB  | 203:1967 aufgebaut auf Untergestellen von A 82, 1995/97 Umbau zu B203 Einheitswagentüren, 2016 modernisiert Schwab autom. Kupplung nachtblau/champagnerweiss für 9000er TW, aktuell ohne Drehgestelle in Chernex abgestellt |
| 204:1967 aufgebaut auf Untergestellen von A 81 als B204. 1995/97 Umbau zu BD 204, neues Dach, verlängert, Einheitswagentüren, 201x modernisiert Schwab autom. Kupplung |                      | B                   | 203–206      | FFA-U, Dg: SIG-T | 1968,70   | FFA/MOB  | |
| 205: 1971 aufgebaut auf Untergestell von AB94 als B205, 1995 Umbau zu BD 205, neues Dach, verlängert, Einheitswagentüren, 201x modernisiert Schwab autom. Kupplung     |                      | B                   | 203–206      | FFA-U, Dg: SIG-T | 1968,70   | FFA/MOB  | |
| 206: 1971 aufgebaut auf Untergestell von AB95 als B205, 1995 Umbau zu BD 206, neues Dach, verlängert, Einheitswagentüren; 2020 verkauf an Chemin de Fer de La Mure.    |                      | B                   | 203–206      | FFA-U, Dg: SIG-T | 1968,70   | FFA/MOB  | |
| |                      | B                   | 207–210      | SIG1, Dg: SIG-T  | 1973      | SIG      | 207–209: 2012 verkauft an TPF |
| 210: 2016 abgebrochen |                      | B                   | 207–210      | SIG1, Dg: SIG-T  | 1973      | SIG      | |
| |                      | AB                  | 304          | SIG1, Dg: SIG-T  | 1973      | SIG      | 304: 2016 abgebrochen |
| |                      | B                   | 211–215      | SIG2, Dg: SWP-74 | 1979      | SIG      | 211-214: 2020 verkauft an Chemin de fer de la Mure 215: 2012 verkauft an TPF |
| |                      | AB                  | 305–308      | SIG2, Dg: SWP-74 | 1979–1980 | SIG      | 305: bis 2009 als Zwischenwagen zu 5001–04/5301–04 verwendbar, creme/blau mit zierstreifen blau, 2012: Logo goldenpass |
| 306: bis 2009 als Zwischenwagen zu 5001–04/5301–04 verwendbar, creme/blau mit zierstreifen blau, 2012: Logo goldenpass                                                 |                      | AB                  | 305–308      | SIG2, Dg: SWP-74 | 1979–1980 | SIG      | |
| 307: bis 2008 als Zwischenwagen zu 5001–04/5301–04 verwendbar, 2010: weiss/gold Logo goldenpass                                                                        |                      | AB                  | 305–308      | SIG2, Dg: SWP-74 | 1979–1980 | SIG      | |
| 308: bis 2009 als Zwischenwagen zu 5001–04/5301–04 verwendbar, creme/blau, 2012: Logo goldenpass                                                                       |                      | AB                  | 305–308      | SIG2, Dg: SWP-74 | 1979–1980 | SIG      | |

#### Personenwagen: 5. Panoramawagen (ab 1976)
| Bildverweis                                                                                          | Bezeichnung bis 1956 | Bezeichnung ab 1956 | Nummer, Name    | Achsfolge Typ*)                                                          | Baujahr          | Herkunft      | Besonderheiten |
| --- | -------------------- | ------------------- | --------------- | ------------------------------------------------------------------------ | ---------------- | ------------- | --- |
| |                      | As                  | 110             | Pano >12850<, Dg: SIG-T                                                  | 1976             | R+J, MOB      | Panoblau, 1986 Steuerleitung zu BDe 3000, 2008 golden, 2016 Panoblau, 2023 an Arterail verkauft und nach Frankreich abtransportiert |
| |                      | As                  | 111             | Pano >12850<, Dg: SIG-T, 2000 Pano >14630<                               | 1979/2000        | R+J, MOB      | Panoblau, trug ab 1980 das königliche englische Wappen, 2001 Crystalblau, 2002 golden, 2015 nachtblau/champagneweiss, 2018 Modernisierung autom. Kupplung Schwab, nachtblau/champagnerweiss                                                                |
| |                      | As                  | 112             | Pano >12850<, Dg: SIG-T, 2001 Pano >14630<                               | 1982/2000        | R+J, MOB      | Panoblau, 2001 Crystalblau, 2003 golden, 2016 Modernisierung autom. Kupplung Schwab; nachtblau/champagneweiss |
| |                      | As                  | 114             | Pano >12850<, Dg: SIG-T, 2003 Pano >14630<                               | 1983             | R+J, MOB      | Panoblau, 2003 golden, 2016 Modernisierung autom. Kupplung Schwab, nachtblau/champagnerweiss |
| |                      | Ast                 | 116             | Pano >13150<, Dg: SIG-T                                                  | 1985 /1995       | R+J, MOB      | Wappen Lausanne, Panoblau, Vst zu BDe 3000, 1995 Crystalblau, Vst zu Lok, 2003 golden, 2012 gold/weiss gestreift, 2021 autom. Kupplung Schwab, nachtblau/champagnerweiss, kompatibel zu Ge 4/4 8000, ABe 4/4 9200, Be 4/4 9300 und MVR ABeh 2/6 7500.      |
| |                      | Ast                 | 117             | Pano >13150<, Dg: SIG-T                                                  | 1986 /1995       | R+J, MOB      | Wappen Château-d’Oex, Panoblau, Vst zu BDe 3000, 1995 Crystalblau, Vst zu Lok, 2002 golden, 2013 gold/weiss gestreift, 2020 autom. Kupplung Schwab, nachtblau/champagnerweiss, kompatibel zu Ge 4/4 8000, ABe 4/4 9200, Be 4/4 9300 und MVR ABeh 2/6 7500. |
| |                      | As                  | 118             | Pano >13150<, Dg: SIG-90                                                 | 1993             | R+J, MOB, ABB | Panoblau, 2001 Crystalblau, 2003 golden |
| |                      | As                  | 119             | Pano >13150<, Dg: SIG-90                                                 | 1993             | R+J, MOB, ABB | Panoblau, 2002 golden |
| |                      | Ast                 | 151             | Pano >14630<, Dg: SIG-90                                                 | 1993             | Breda         | Crystalblau, 2002/03 golden, 2020 autom. Kupplung Schwab, nachtblau/champagnerweiss, kompatibel zu Ge 4/4 8000, ABe 4/4 9200, Be 4/4 9300 und MVR ABeh 2/6 7500.                                                                                           |
| |                      | Ast                 | 152             | Pano >14630<, Dg: SIG-90                                                 | 1993             | Breda         | Crystalblau, 2002/03 golden. 2020/21 nachtblau/champagnerweiss, autom. Kupplung Schwab |
| |                      | Bs Brs BDs          | 220             | Pano >13150<, Dg: SIG-T, 2001 Pano >14630<, 2010 Dg: EV09 2016 Dg: SIG-T | 1979 /1987 /2001 | R+J, MOB      | Panoblau, 2001 golden, 2010 Versuchsträger Umspurdrehgestelle EV09, 2016 nachtblau/champagneweiss, wieder Pano SIG-T Drehgestelle, 2023 an Arterail verkauft und nach Frankreich abtransportiert                                                           |
| |                      | Bs Brs Bs           | 221             | Pano >13150<, Dg: MV18                                                   | 1979 /1987 /2013 | R+J, MOB      | Panoblau, 1995 Crystalblau, 2002 golden, 2013 verlängert und modernisiert, weiss, 2019 Umspurdrehgestelle neu (MV18) (Weiterentwicklung &TSI) modernisiert autom. Kupplung Schwab, nicht mehr für GPE Vorgesehen                                           |
| |                      | Bs                  | 222             | Pano >13150<, Dg: SIG-T                                                  | 1982             | R+J, MOB      | Panoblau, 2001 Jubiläumsanstrich, 2006 golden, 2023 an Arterail verkauft und nach Frankreich abtransportiert |
| |                      | Brs Bs              | 223             | Pano >13150<, Dg: SIG-T                                                  | 1982 /1987 /2004 | R+J, MOB      | Panoblau, 2004 golden, 2023 an Arterail verkauft und nach Frankreich abtransportiert |
| |                      | Bs BDs              | 224             | Pano >13150<, Dg: SIG-T, 2002 Pano >14630<                               | 1982 2002        | R+J, MOB      | Panoblau, 2002 golden, 2020 Umbau Innenraum auf 1. Klasse ?Temporär? 1. Klasse unterwegs mit weniger Sitzen, nachtblau/champagnerweiss. Bezeichnung weiterhin BDs!, 2023 an Arterail verkauft und nach Frankreich abtransportiert                          |
| |                      | Bs BDs              | 225             | Pano >13150<, Dg: SIG-T, 2002 Pano >14630<                               | 1983 2002        | R+J, MOB      | Panoblau, 2002 golden, 2020 Umbau Innenraum auf 1. Klasse ?Temporär? 1. Klasse unterwegs mit weniger Sitzen, nachtblau/champagnerweiss. Bezeichnung weiterhin BDs!, 2023 an Arterail verkauft und nach Frankreich abtransportiert                          |
| |                      | Bs                  | 226             | Pano >13150<, Dg: SIG-90                                                 | 1989             | R+J, MOB      | Panoblau, 2001 golden |
| |                      | Bs                  | 227             | Pano >13150<, Dg: SIG-90                                                 | 1990             | R+J, MOB      | Panoblau, 2001 golden, 2012 abgestellt (Rostschaden), 2015 Abbruch |
| |                      | Ars Brs             | ex 115, neu 228 | Pano >13150<, Dg: SIG-T                                                  | 1985 /1995       | R+J, MOB      | Panoblau, Steuerleitung zu BDe 3000, 1995 Crystalblau, 2003 golden, Dez 2020 abtransportiert |
| |                      | Bs                  | 231–238         | Pano Nf, Dg: Centro-1000                                                 | 1985 /1995       | R+J, MOB      | 231: weiss «Transgoldenpass», 2019 modernisiert autom. Kupplung Schwab, Umbau für GPE vorgesehen |
| 232: weiss «Transgoldenpass», 20xx modernisiert autom. Kupplung Schwab; nachtblau champagnerweiss    |                      | Bs                  | 231–238         | Pano Nf, Dg: Centro-1000                                                 | 1985 /1995       | R+J, MOB      | |
| 233: gold Panoramic Express, 2021 modernisiert autom. Kupplung Schwab; nachtblau champagnerweiss     |                      | Bs                  | 231–238         | Pano Nf, Dg: Centro-1000                                                 | 1985 /1995       | R+J, MOB      | |
| 234: gold Panoramic Express, Umbau für GPE vorgesehen                                                |                      | Bs                  | 231–238         | Pano Nf, Dg: Centro-1000                                                 | 1985 /1995       | R+J, MOB      | |
| 235: gold Panoramic Express, 2017 modernisiert autom. Kupplung Schwab; nachtblau champagnerweiss     |                      | Bs                  | 231–238         | Pano Nf, Dg: Centro-1000                                                 | 1985 /1995       | R+J, MOB      | |
| 236: gold/weiss Goldenpass, 2018 modernisiert autom. Kupplung Schwab; 2020 nachtblau/champagnerweiss |                      | Bs                  | 231–238         | Pano Nf, Dg: Centro-1000                                                 | 1985 /1995       | R+J, MOB      | |
| 237: gold/weiss Goldenpass, 2016 modernisiert autom. Kupplung Schwab; nachtblau champagnerweiss      |                      | Bs                  | 231–238         | Pano Nf, Dg: Centro-1000                                                 | 1985 /1995       | R+J, MOB      | |
| 238: gold/weiss Goldenpass, 2017 modernisiert autom. Kupplung Schwab; nachtblau champagnerweiss      |                      | Bs                  | 231–238         | Pano Nf, Dg: Centro-1000                                                 | 1985 /1995       | R+J, MOB      | |
| |                      | As Bs               | 153–154 251–252 | Pano >14630<, Dg: SIG-90                                                 | 1993 (2000)      | Breda, MOB    | 2021 252 modernisiert autom. Kupplung Schwab, nachtblau champagnerweiss, 251 modernisiert autom. Kupplung Schwab, nachtblau champagnerweiss; ab 2002/03 golden davor Crystalblau                                                                           |

#### Personenwagen: 6. Panoramawagen für Goldenpassexpress Interlaken Ost – Zweisimmen (Spurwechsel) – Montreux (Baujahr ab 2019)
| Bildverweis | Bezeichnung bis 1956 | Bezeichnung ab 1956 | Nummer, Name | Achsfolge Typ*) | Baujahr   | Herkunft | Besonderheiten |
| ----------- | -------------------- | ------------------- | ------------ | --------------- | --------- | -------- | --- |
|             |                      | Bsi                 | 291–293      | Dg: MV18        | 2020–2022 | Stadler  | Goldenpassexpress-Interfacewagen: Puffer und Schraubenkupplung – Schwab Spurwechselfahrzeug (1000/1435 mm) MOB 54 Plätze 2. Klasse |
|             |                      | Ast                 | 181–184      | Dg: MV18        | 2020–2022 | Stadler  | Goldenpassexpress-Spurwechselwagen (1000/1435 mm) 9 Plätze Prestige, 20 Plätze 1. Klasse                                           |
|             |                      | As                  | 191–194      | Dg: MV18        | 2020–2022 | Stadler  | Goldenpassexpress-Spurwechselwagen (1000/1435 mm) 28 Plätze 1. Klasse, Cateringzone                                                |
|             |                      | Bs NF               | 271–274      | Dg: MV18        | 2023–     | Stadler  | Goldenpassexpress-Spurwechselwagen (1000/1435 mm) 39 Plätze 2. Klasse, Niederflureinstieg                                          |
|             |                      | Bs                  | 281–284      | Dg: MV18        | 2020–2022 | Stadler  | Goldenpassexpress-Spurwechselwagen (1000/1435 mm) 54 Plätze 2. Klasse                                                              |
|             |                      | ABst                | 381–384      | Dg: MV18        | 2020–2022 | Stadler  | Goldenpassexpress-Spurwechselwagen (1000/1435 mm) 9 Plätze Prestige, 25 Plätze 2. Klasse                                           |

*) F = Fenster, Dg = Drehgestelle, Nf = Niederflur, >000< = Achsstand total in mm

### Tabellen Güter- und Dienstwagen
| Bildverweis | Bezeichnung bis 1956 | Bezeichnung ab 1956                    | Nummer, Name                            | Achsfolge Typ | Baujahr   | Herkunft                | Besonderheiten |
| ----------- | -------------------- | -------------------------------------- | --------------------------------------- | ------------- | --------- | ----------------------- | --- |
|             | K                    | X                                      | 101 102–104                             | 2'2'          | 1901 1903 | SIG                     | 101 und 103 im Winter als Schneepflug im Einsatz. 1964 Umbau K 101 in X 101, 1969 Abbruch K 103, 1970 Abbruch K 102, 1971 Abbruch K 104, 1985 Umzeichnung X 101 in Xa 21 |
|             | L                    | X                                      | 151 152–154                             | 2'2'          | 1901 1903 | SIG                     | 151 und 153 als Schneepflüge im Einsatz. 1963 Umbau X 151 in L 151, 1968 Umbau X 154 in L 154. 1969 Abbruch L 151, 1971 Abbruch L 1 152 und 154, Umbau L 153 in Schneepflug. 1979 Umzeichnung 153 in Xa 9, 2006 an die Museumsbahn Blonay–Chamby abgegeben und 2010 zum Lo 153 umbezeichnet. |
|             | N                    | N bis 1988 X ab 1988                   | 80–81 bis 1922 80A–80B ab 1922          |               | 1902      | SIG                     | |
|             |                      | Ucek bis 1982 X ab 1982                | 881I bis 1982 5I ab 1982                |               |           | MOB, Werkstätte Chernex | Umbau 1962 aus B2 403, 1987 Abbruch |
|             |                      | Ucek                                   | 882II                                   |               |           | MOB, Werkstätte Chernex | Umbau 1979 aus Ek 619, 1979 Abbruch |
|             |                      | Uce                                    | 882I bis 888I                           |               |           | MOB, Werkstätte Chernex | 882I bis 885I, Umbau 1965 aus alten Personenwagen 886I bis 888I, Umbau 1966 aus alten Personenwagen; 884I bis 885I, 1966 Abbruch 886I bis 888I, 1968 Abbruch 883I, 1970 882I, 1974 Abbruch                                                                                                   |
|             |                      | Uacek bis 1981 Rkmo bis 1984 X ab 1984 | 882III bis 1981 802 bis 1984 20 ab 1984 |               |           | MOB, Werkstätte Chernex | Umbau 1979 aus Rkmo 802 und den Drehgestellen des Rko 824, 1981 Verkauf des Tanks an BVZ. |
|             |                      | Uacek bis 1982 X ab 1982               | 883III bis 1982 4 bis 1982 25 ab 1989   |               |           | MOB, Werkstätte Chernex | Umbau 1979 aus Ua 854 |